# ساریق-بی (شهرستان قره‌کولجه)
ساریق-بی (به لاتین: Sary-Bee) یک منطقهٔ مسکونی در قرقیزستان است که در شهرستان قره‌کولجه واقع شده‌است. ساریق-بی ۱٬۰۵۶ نفر جمعیت دارد و ۱٬۷۱۰ متر بالاتر از سطح دریا واقع شده‌است.